# Masters Of Chant Chapter V
Masters Of Chant Chapter V, lanzado en 2006, es el sexto álbum de la banda alemana Gregorian. 
El álbum de Gregorian The Dark Side (2004), que incluía el tema de Rammstein «Engel», fue publicado en Oceanía con este mismo título, Masters Of Chant V.

## Lista de canciones
| N.º | Título                       | Duración |  |
| 1.  | «Heroes»                     | 5:34     |  |
| 2.  | «Comfortably Numb»           | 7:54     |  |
| 3.  | «Send Me An Angel»           | 4:54     |  |
| 4.  | «Silent Lucidity»            | 6:18     |  |
| 5.  | «Lady In Black»              | 5:54     |  |
| 6.  | «The Forest»                 | 5:07     |  |
| 7.  | «A Weakened Soul»            | 5:16     |  |
| 8.  | «Lucky Man»                  | 5:22     |  |
| 9.  | «Stop Crying Your Heart Out» | 5:16     |  |
| 10. | «We Love You»                | 4:49     |  |
| 11. | «Boulevard Of Broken Dreams» | 5:12     |  |
| 12. | «The Unforgiven»             | 7:40     |  |
| 13. | «I Feel Free»                | 3:38     |  |